# ФК Хајдук Стапар
ФК Хајдук Стапар је фудбалски клуб из Стапара, Србија, и тренутно се такмичи у Војвођанска лига Север, четвртом такмичарском нивоу српског фудбала. 

## Историја
Фудбал се као игра у Стапару одиграва од 1919. године и у једном периоду веома кратко (1929. године) у Стапару се јављају чак три клуба (Славија, Слога и Стапарац) али све до 1945. године фудбалске екипе из Стапара деловаће као “дивљи”, несавезни клубови. Прво учлањивање у Југословенски фудбалски савез десио се тек 1945. године, након Другог светског рата.
Након рата 1945. у Стапару се оснива нови клуб који се звао Младост, од 1959. године фудбалски клуб мења име у Хајдук.
У сезони 1972-73 година Хајдук осваја прво место у Бачкој лиги али посустаје у квалификацијама за Војвођанску лигу, бољи од њих је ФК БАК из Беле Цркве. У првој утакмици у Белој Цркви Стапарци су поражени са 4-1, у реваншу је било 1-1 (0-0).

## Куп
05.октобра 2016 у финалу купа Србије на територији ГФС Сомбор поражени су на градском стадиону у Сомбору од екипе ФК Станишић 5:0 (3:0). 
Две године заредом 2021. и 2022. освајају куп ГФС Сомбор. У првој години у финалној утакмици савладали су убедљиво ФК "Динамо 1923" из Бачког Брега 7:0 (5:0), истим резултатом у полуфиналу побеђена је и ФК "Телечка", док су у другом финалу победили у Сомбору екипу ЖАКа након извођења пенала 1:3 (2:2 у регуларном делу). Пре тога, у полуфиналу, рекордно је савладано Јединство у Светозар Милетићу 1:16 (0:5). У наставку такмичења, у првом колу купа ПФС Сомбор 2022. године победили су екипу Слоге из Чонопље резултатом 3:1, док су у наредном колу поражени од екипе Станишић 1920 резултатом 0:2.